# Садовский (Нижегородская область)
 Садовский  — поселок в Кстовском районе Нижегородской области. Входит в состав Ройкинского сельсовета.

## География
Находится в пригородной зоне Нижнего Новгорода на расстоянии приблизительно 6 километров по прямой на юг от вокзала станции Мыза.

## Население
| 2002 | 2010 |
| ---- | ---- |
| 363  | ↘334 |

Постоянное население составляло 363 человека (русские 95%) в 2002 году, 334 в 2010.